# Kramerstraße 7 (Quedlinburg)

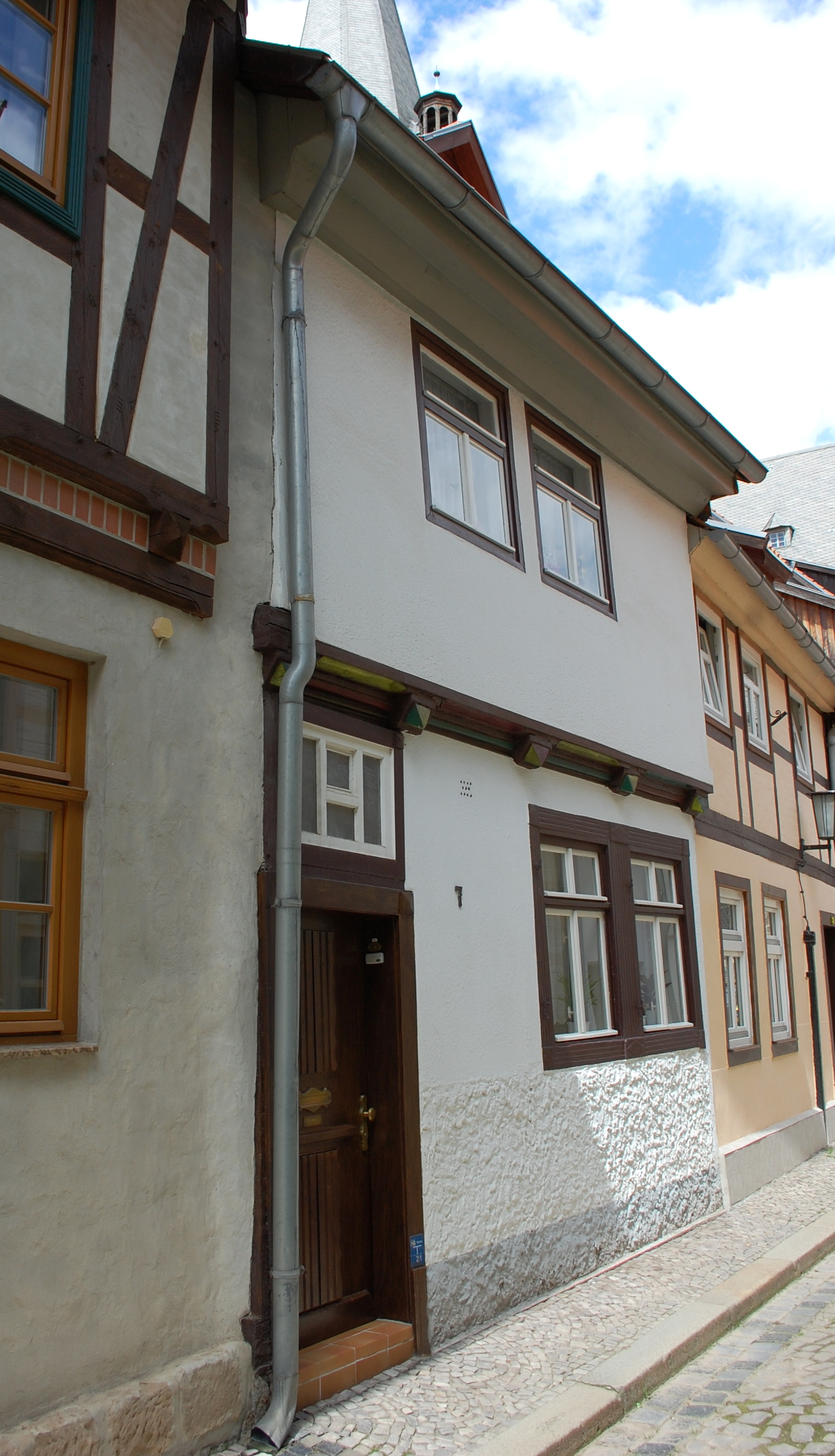
Kramerstraße 7

Das Haus Kramerstraße 7 ist ein denkmalgeschütztes Gebäude in Quedlinburg in Sachsen-Anhalt.

## Lage
Das im Quedlinburger Denkmalverzeichnis eingetragene Haus befindet sich im nördlichen Teil der Quedlinburger Altstadt auf der Westseite der Kramerstraße. Es gehört zum UNESCO-Weltkulturerbe.

## Architektur und Geschichte
Das kleine zweigeschossige Fachwerkhaus entstand in der Zeit um 1680. Aus dieser Zeit stammt auch noch der Dachstuhl des Gebäudes. Die Fachwerkfassade weist Pyramidenbalkenköpfe und profilierte Füllhölzer auf. Die Fassade wurde im 19. Jahrhundert umgestaltet und insbesondere verputzt. Darüber hinaus erhielten die Fensteröffnungen Rahmungen.